# Ablemma kaindi
Ablemma kaindi är en spindelart som beskrevs av Pekka T. Lehtinen 1981. Ablemma kaindi ingår i släktet Ablemma och familjen Tetrablemmidae. Utöver nominatformen finns också underarten A. k. avios.